# Aeroportul Nantucket Memorial
Aeroportul Nantucket Memorial (IATA: ACK, ICAO: KACK, FAA LID: ACK) este un aeroport din Massachusetts, Statele Unite ale Americii. Aeroportul a fost tranzitat în 2019 de 269.660 de pasageri.
Situat la o altitudine de 15 m, aeroportul dispune de 2 piste.

## Infrastructură

### Piste
Aeroportul dispune de 2 piste. Pista 06/24 are suprafața de asfalt și dimensiunile 6.303 picioare × 150 picioare. Pista 15/33 are suprafața de asfalt și dimensiunile 4.500 picioare × 100 picioare. 